# Бычок-буйвол
Бычок-буйвол (лат. Taurulus bubalis) — морская и солоноватоводная лучепёрая рыба из семейства рогатковых отряда скорпенообразных. Вид выделяется в монотипический род Taurulus.

## Описание
Длина тела самок до 25 см; самцов до 17,5 см, но обычно около 12 см. На предкрышках очень длинные, сильные, гладкие колючки в виде рогов, длина которых превышает диаметр глаза. Жаберные перепонки прикреплены к горлу, но не образуют складки. В углу рта на верхней челюсти всегда есть кожная складка. На боковой линии тонкие костные шипики, кожа голая. В брюшном плавнике три хорошо видимых луча. Окраска красновато-коричневая с четырьмя темными полосами. На первом спинном плавнике хорошо выраженное темное пятно. У нерестового самца есть поперечная красная полоса на голове и красноватые пятна на боках тела.

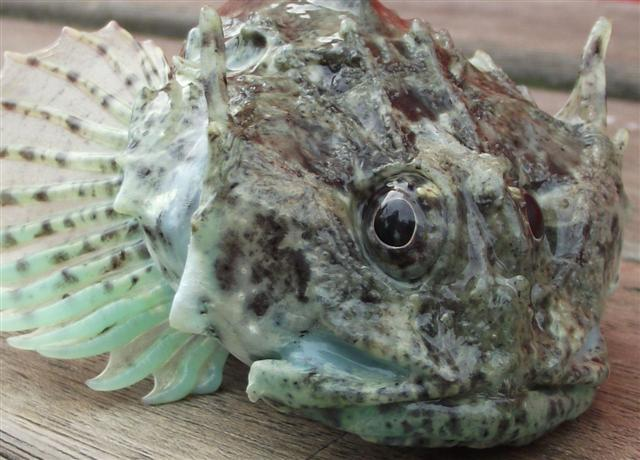
Голова бычка-буйвола

## Ареал и места обитания
Обитает в северо-восточной Атлантике: у берегов Исландии, Великобритании, Ирландии и близлежащих островов, у побережья материковой Европы распространен от Кольского залива до Гибралтара, а также в Балтийском море на север до Финского залива, и в северной акватории Средиземного моря на восток до Генуэзского залива. Донная немигрирующая рыба. Населяет литораль, сублитораль и лиманы с каменистым и скалистым дном, встречается в зарослях водорослей на глубинах до 30 м. Во время отливов часто остаётся в образовавшихся заводях. В открытом море обитает на глубинах до 200 м.

## Образ жизни
Оказавшись вне воды может дышать атмосферным воздухом. Питается мизидами, бокоплавами (гаммаридами), мелкими десятиногими ракообразными (креветками и крабами), полихетами, моллюсками, офиурами и рыбами (морскими собачками, бычками). Размножение происходит в начале весны.